# Ершово (Великоустюгский район)
Ершово — деревня в Великоустюгском районе Вологодской области.
Входит в состав Теплогорского сельского поселения, с точки зрения административно-территориального деления — в Теплогорский сельсовет.
Расстояние по автодороге до районного центра Великого Устюга — 78 км, до центра муниципального образования Теплогорья — 8 км. Ближайшие населённые пункты — Пестово, Вотчево, Слизовица.
По переписи 2002 года население — 57 человек (25 мужчин, 32 женщины). Всё население — русские.